# Burckhardt (månekrater)
 For alternative betydninger, se Burckhardt. (Se også artikler, som begynder med Burckhardt)
Burckhardt er et nedslagskrater på Månen. Det befinder sig på den nordøstlige del af Månens forside og er opkaldt efter den tyske matematiker og astronom Johann K. Burckhardt (1773 – 1825).
Navnet blev officielt tildelt af den Internationale Astronomiske Union (IAU) i 1935. 
Observation af krateret rapporteredes første gang i 1645 af Michael Florent van Langren.

## Omgivelser
Burckhardtkrateret ligger mellem Geminuskrateret lige mod nord og Cleomedeskrateret mod syd.

## Karakteristika
Burckhardt ligger over to lidt mindre kratere på hver side, så det udgør en tripleformation. Den sydvestlige kvadrant ligger over "Burckhardt E", mens den nordvestlige kvadrant ligger over "Burckhardt F". Randen er nogenlunde cirkulær, men dog noget irregulær. Der findes en central top i kraterbundens midte.

## Satellitkratere
De kratere, som kaldes satellitter, er små kratere beliggende i eller nær hovedkrateret. Deres dannelse er sædvanligvis sket uafhængigt af dette, men de får samme navn som hovedkrateret med tilføjelse af et stort bogstav. På kort over Månen er det en konvention at identificere dem ved at placere dette bogstav på den side af satellitkraterets midte, som ligger nærmest hovedkrateret. Burckhardtkrateret har følgende satellitkratere:
| Burckhardt | Længde  | Bredde  | Diameter |
| ---------- | ------- | ------- | -------- |
| A          | 30,5° N | 58,8° Ø | 28 km    |
| B          | 29,9° N | 60,1° Ø | 11 km    |
| C          | 31,6° N | 59,0° Ø | 6 km     |
| E          | 30,6° N | 55,7° Ø | 39 km    |
| F          | 31,4° N | 57,2° Ø | 43 km    |
| G          | 32,1° N | 57,5° Ø | 7 km     |

## Måneatlas
- Billeder af Burckhardtkrateret i LPI-måneatlasset